# 신응희
신응희(申應熙, 1858년/1859년 11월 2일 ~ 1928년 2월 12일)는 조선 후기·대한제국의 무신, 일제강점기의 관료이며 조선총독부 중추원 참의를 지냈다. 갑신정변 당시 행동대원으로 참여하였다. 본관은 평산이다. 다른 이름은 응희(應凞)이다.
무관으로 재직하며 박영효의 심복이 되었으며, 1883년(고종 20년) 5월 김옥균, 박영효 등의 추천으로 일본으로 유학, 일본 도야마 하사관학교에서 군사훈련을 받고 1884년 8월 귀국하였다. 이후 남행부장 겸 사과, 후영군사마 등을 역임하여 갑신정변 거사에 참여하였다. 1884년 12월 갑신정변이 발생하자 고종과 명성황후를 경우궁(景祐宮)으로 모셨다. 그러나 청나라의 개입으로 정변이 3일만에 정변이 실패하자, 김옥균, 서재필, 박영효 등과 함께 일본으로 망명하였다. 1886년 다시 미국으로 건너갔다가 다시 일본으로 되돌아왔으며, 1886년 5월에는 박영효, 김옥균을 암살하려고 조선 조정이 파견한 지운영(池運永)을 김옥균의 유인책으로 유혁로, 정난교, 이규완 등과 함께 유인하였다. 김옥균, 박영효에게 불만이 있는 척 가장하여 한참 안심시킨 뒤 지운영을 유인하여 암살 계획을 폭로하였다.
1894년(고종 30년) 7월 사면을 받고 귀국, 박영효의 심복으로 활동했으며 1895년 박영효, 유혁로 등과 명성황후 암살을 기도했다가 유길준의 밀고로 폭로되어 다시 일본으로 망명하였다. 을사 보호 조약 이후 사면받고 귀국, 중추원부찬의, 1908년(융희 2년) 전라남도관찰사, 겸임 전라남도재판소 판사를 지냈으며, 1910년 10월 한일 합방 조약 이후에는 조선총독부 고등관에 임용되어 함경남도도장관, 1919년 황해도지사를 역임했다.
광주농림고등학교(광주자연과학고등학교의 전신)의 초대 교장이었다.

## 생애

### 초기 활동

#### 생애 초반
1858년(철종 9년) 11월 2일에 신식(申式)의 아들로 태어났으며, 일설에는 11월 5일에 태어났다는 설, 9월생 설도 있다. 출생년대에 대해서도 다른 설이 있어 1859년생 설이 있다. 대한제국의 관원 이력서와 조선총독부 관원 이력서에는 1858년생 설과 1859년생 설이 모두 수록되어 있다. 한성부 서서(西署) 동영동(東嶺洞) 42통 7호 출신으로, 이후 경성부 북부(北部) 송현방(松峴防)에서 거주하였다. 어려서 집안의 서당인 가숙에서 성리학을 배웠다. 소년 시절에 첫 결혼을 하였지만, 첫 부인과 이별한 사연은 알려져있지 않다.
1875년(고종 12년) 부사과가 되었다. 무관으로 있으면서 일찍이 박영효(朴泳孝)의 심복이 되었다.
그는 키와 체격이 컸다 한다. 조선총독부에서 남긴 인사자료 중 그의 체형과 성격에 대한 자료에 의하면, 거구의 비대한이며 풍채는 당당했지만, 도량이 아주 좁아서 타인을 포용할줄 모른다는 평을 남겼다.

#### 일본 유학과 귀국
1883년(고종 20년) 5월 김옥균, 박영효 등의 주선으로 서재필, 정란교, 이규완 등 13명과 함께 사관생도의 신분으로 일본 유학길에 올랐다. 처음에는 게이오의숙에서 일본어를 배웠고, 1883년 10월 3일 일본 육군의 부사관 양성기관인 육군 도야마 하사관학교에 입학, 1884년 5월에 졸업하였다. 1883년 5월 그는 일본에 건너가자 마자 서재필, 서재창, 이규완, 신중모 등과 게이오의숙에 입학했으며, 그는 10월 3일에 게이오의숙을 수료하고 도야마 하사관학교로 진학하였다. 1884년 12월 갑신정변 때 행동대원으로 활동했다.
1884년 7월 여비가 떨어져 수료후 귀국하였다. 귀국 직후 병조 조련국(操鍊局)에서 교관의 한 사람으로 근무하며 사관생도들의 훈련을 맡았고, 김옥균, 박영효 및 미리 귀국해 있던 서재필, 이규완 등과 갑신정변 준비에 가담하였으며 1884년 8월 남행부장 겸 사과(南行部將兼司果), 8월 28일 부장(部將), 9월 후영군사마(後營軍司馬)를 거쳐 10월 남행군직(南行軍職)에 임명되었다.
갑신정변 계획에서 그는 서재필, 이규완, 서재창 등과 함께 군사 지휘관으로 내정되었다.

#### 갑신정변
1884년(고종 21년) 12월 4일 갑신정변이 일어나자 그는 행동대의 1개 부대를 이끌고 서재필, 정난교, 서재창, 윤경순, 유혁로, 이규완 등과 함께 생도들, 장사패들을 이끌고 궐내에 잠입하였다. 그는 서재필의 부대, 이규완이 인솔하는 부대와 함께 사관생도들을 이끌고 국왕과 비빈들을 경우궁(景祐宮)으로 옮겼다. 그러나 12월 7일 청나라군의 개입으로 갑신정변이 실패하자, 박영효, 서재필, 서광범, 이규완 등 10인과 함께 일본으로 건너갔다가 1886년(고종 23) 박영효, 서광범, 이규완, 서재필 등과 함께 미국으로 건너갔다가 이듬해 그는 박영효 등과 함께 다시 일본으로 돌아왔으며, 1896년 다시 조선으로 귀국하였다.
망명생활 중 그는 도쿄사범학교(東京師範學校)를 다녔다. 그는 일본에 체류하며 유혁로, 정난교 등과 함께 박영효, 김옥균의 경호를 담당하였으나 어느정도 거리를 두었다. 1886년 5월 이규완이 지운영(池運永)이 조선 조정에서 보낸 자객임을 간파하자, 김옥균의 지시로 유혁로, 정난교 등과 함께 김옥균, 박영효에게 불만이 있는 척 가장하여 김옥균 암살밀지를 받고 일본으로 온 지운영을 유인, 그를 안심시킨 뒤 고종의 밀서와 비수, 칼 등을 압수하였다. 1888년(고종 23) 다시 배편으로 미국으로 건너갔다가 1894년 초 귀국하였다.
1894년 일본으로 잠입한 홍종우가 김옥균을 만나려 할 때, 주선하여 홍종우를 김옥균과 만나게 했다. 그러나 이규완, 유혁로 등의 극력 만류에도 김옥균은 그해 3월 홍종우를 신뢰하여 함께 상하이로 떠나게 된다. 김옥균이 떠난 뒤에는 도쿄사범학교의 공부와 박영효의 경호에 전념하였다. 일본에 체류하며 일본 여인 신매자(申梅子)와 결혼, 1남 7녀를 두었다.

### 관료 생활

#### 귀국과 관료 생활, 재망명
1894년(고종 30년) 7월 비밀리에 환국, 그해 11월 통위영 정령관(統衛營副領官)에 임명되었다. 1895년 1월 대한제국 육군 정위(正尉)가 되어 훈련대(訓練隊)에 배치되었고, 2월 훈련대 제1대대장이 되고 육군참령(陸軍參領)으로 승진하였다. 그해 그는 박영효, 이규완, 정난교, 유혁로 등과 함께 명성황후 암살을 기도했으나, 유길준의 밀고로 명성황후 암살 미수 사건이 실패로 돌아갔다. 1895년 12월 박영효, 오세창, 이규완, 권동진, 우범선, 이두황, 정난교 등과 함께 일본으로 망명하였다.
이때 신응희의 모친이 죽어 집안 사람들이 부음을 전하니, 그는 "일이 있어 갈 수 없다." 고 회답하고, 사람을 보내 치상하였다. 매천 황현은 이때 그의 아버지가 죽은 것으로 오인하였다. 신응희의 아버지 신식(申式)은 1900년대 초까지도 생존해 있었는데, 황성신문 1901년 1월 5일자 기사에 그의 아버지가 피체된 기사가 나타난다.
1895년 12월 말 다시 입국했으나 1896년 2월 아관파천이 실패로 돌아가자 다시 일본으로 망명하였다. 1898년(광무 1년) 9월 대한제국 중추원 의관직에 임명되었으나 거절하고, 귀국하지 않았다.
1904년 4월 중순 고종은 주한일본국공사관에 조선인 출신 정치적 난민 신청자 중 박영효, 유길준, 장박, 조희연, 이두황, 이진호, 권동진, 구연수, 정란교, 이규완, 이범래, 신응희 등 14명을 일본에서 추방하고, 나머지 다른 망명객은 송환할 것을 요청하였다. 주한일본공사는 4월 14일 일본 외무대신에게 보고했는데 일본 정부에서는 이들의 송환을 거절하였다.

#### 을사 보호조약 체결 이후
1905년(광무 8) 11월 을사 보호 조약 이후 환국했다가 다시 일본으로 돌아갔다. 1907년 4월 27일 아버지 신식의 부음을 전보로 보냈으나, 분망하지 못할 이유가 있다며 다른 사람을 보내 치상을 대신하게 했다.
1907년(광무 10년) 6월 대한제국으로 환국, 바로 중추원 부찬의(中樞院副贊議)에 임명되었다가, 순종 즉위 후 육군부령에 임명되었다. 9월 19일 육군부령에서 면직되고, 육군정령에 임명되었다가 1907년(융희 1년) 10월 정령으로 예편하고 중추원 부찬의(中樞院副贊議)에 임명되었다. 11월 10일 다시 중추원부찬의에 임명되고 주임관2등(奏任官二等)에 서임되었다. 그러나 그해 12월 20일 의원면직하였다.
1908년(융희 2) 1월에는 그의 친구인 특진관 장박(張博)이 평리원판사(平理院判事) 박만서(朴晩緖)에게 신응희를 위해서 사퇴하라고 압력을 넣어 물의를 빚기도 했다. 정미 7조약 이후 그는 내무부대신 송병준(宋秉畯) 등의 추천과 통감부의 비호를 받아 1908년 2월 19일 전라남도관찰사 칙임관 3등(勅任官三等)에 임명되었다. 그러나 그는 전남관찰사직을 여러번 사양했다. 총리대신 이완용과 이토 히로부미 통감이 여러번 권하였으나 그는 마다하였다. 결국 그해 6월 11일 전라남도 관찰사(全羅南道觀察使) 칙임관3등에 재임명되자 취임하였다. 1908년 6월 25일 겸임전라남도재판소판사(兼任全羅南道裁判所判事)를 겸임하였다.
전라남도관찰사로 재직 중, 1909년(융희 3) 8월 의병운동 탄압 작전인 한국통감부의 남조선대토벌작전을 지원하고, 의병들을 회유하는 공작에 적극적으로 참여했다. 한국통감부는 당시의 한국 관원들 중 신응희를 지목하여 "그는 폭도의 절멸에 열중하여 군대 간부와 함께 전후 2회 폭도가 창궐하는 지방을 순시하면서 군수 이하를 경고, 장려하고 민중을 훈유하는 등 백방으로 수단을 강구"했다고 높이 평가했다.

#### 한일 합방 직전
1908년(융희 2년) 3월 대동학회의 평의원의 한 사람에 위촉되었고, 그해 5월에는 대한학회 찬성회 창립발기인이 되었으며 대한학회의 평의원이 되었다. 그해 6월에는 대한협회의 회원으로 임명되었다.
1909년 공립 광주농림학교가 설립되자 전라남도관찰사이던 신응희가 초대 교장을 겸했다. 공립광주농림학교는 설립 당시 농림업 및 측량목과의 경우 수업연한이 3년, 속성과는 1년이었으며, 학생 수는 5개 학급에 52명이었다. 교장은 관찰사 신응희가 겸하고 교사는 30평 2동, 실습지로는 학교에서 1.1km 정도의 양림리에 있었다. 1910년 한일합방 이전까지 전남 관찰사로 교장직을 겸임한다.

### 한일 합방 이후

#### 조선총독부 고등관 재직
1910년 10월 1일 한일합방조약 체결과 동시에 조선총독부고등관에 임용되었다. 한일합병 조약 직후 함경남도 장관 고등관3등(咸鏡南道長官高等官三等), 종5위(從五位)가 되었고, 1919년 황해도지사가 되었다. 3·1운동 때에는 경고문을 내었다. 1912년 11월 함경남도에 학교 건물 신축비를 기부하였다. 1914년부터 1918년까지 도장관으로서 함경남도 지방토지조사위원회 위원장을 맡아 일제의 토지조사 사업에 협력하였다.
함경남도 장관 재직 시 일본과 미국의 어업 도구와 그물 등을 들이고 양식업을 독려하여, 함경남도 일대의 어업 생산량을 늘렸다. 특히 조선총독부의 평에 의하면 "함경남도 서호진(西湖津) 이북의 어업이 舊來의 면모를 일신하여 융성해지고 관내의 저금 액수가 장관의 독려로 이상 증대를 초래한 치적이 있다고 평가됨"이라는 평을 내렸다. 그러나 조선총독부 측의 인사자료에 의하면 한 도의 장관으로서 백성들에게 털끝만한 위엄이라도 실추하지 않는 것만을 염려하며, 부하가 직무를 행할 때 큰 일 작은 일을 불문하고 일일이 간섭하지 않으면 견디지 못하는 모습을 보인다며 부정적으로 보기도 했다. 한편 그의 일본인 부인 신매자(申梅子)가 3.1 운동 전후하여 한때 대한애국부인회에 관여하여 부인회 함흥지회장을 지내기도 했다.

#### 생애 후반
1918년 9월 황해도 도장관으로 전임되었으며. 그해 11월 훈4등과 금배 한 잔을 선물로 받았다. 1919년 4월 3.1 운동을 진정시키기 위해 도장관 명의로 경고문을 발표하였다. 경고문에서 그는 미국의 민족자결은 조선의 독립과 하등 관계가 없는 망발이며, 앞으로 시위에 참가하는 자는 가차없이 탄압할 것이라고 언명하였다. 이후 자제단에 가입, 황해도 각지를 돌아다니면서 각 군에 자제단을 조직했다.
1920년 함흥 육군 군용지 비용을 기부하고 목배 1조를 선물로 받았다.
1921년 2월 황해도지사에서 물러났으며 동시에 휴직을 신청했으며, 1923년 2월 도지사직에서 사퇴했다. 1922년 2월 흥린건축주식회사 취체역에 선임되었다. 1924년 4월 중추원 칙임관대우 참의에 임명되어 1925년부터 1927년까지 조선총독부 중추원 참의를 지냈다.
1924년 4월 일본인과 조선인이 함께 만든 내선융화단체인 동민회의 결성에 참여하고, 동민회 평의원에 선출되었다. 1926년 동민회 본부 이사, 1927년 동민회 상담역의 직책을 맡았다. 1926년 11월 경성부부협의회 의원 후보자로 추천되었으며, 11월 20일의 투표에서 113표를 받아 6위로 낙선하였다. 1928년 2월 12일 중추원 참의로 재직 중, 경성부 종로구 도렴동 자택에서 급성폐렴으로 사망하였다.

### 사후
2002년 민족정기를 세우는 국회의원모임이 발표한 친일파 708인 명단에 포함되었다.
2007년 대한민국 친일반민족행위진상규명위원회가 발표한 친일반민족행위 195인 명단에 포함되었다.
2008년 민족문제연구소에서 친일인명사전에 수록하기 위해 정리한 친일인명사전 수록예정자 명단에 선정되었다.

## 가족 관계
- 아버지 : 신식(申式, ? - 1907년 4월 27일)
- 어머니 : 이름 미상
- 부인 : 이름 미상, 갑신정변으로 이혼
- 부인 : 신매자(申梅子), 일본인
  - 아들 : 1남
  - 딸 : 7녀

## 평가
조선총독부의 관원 이력서에는 그의 인물됨을 부정적으로 평하였다. 한 도의 장관으로서 백성들에게 털끝만한 위엄이라도 실추하지 않는 것만을 염려하며, 부하가 직무를 행할 때 큰 일 작은 일을 불문하고 일일이 간섭하지 않으면 견디지 못하는 모습을 보인다는 것이다.
조선총독부의 인사 기록에 의하면 그의 인물됨을 원래 준민 교혜(寯敏巧慧)하며 부하를 대하는데 아주 엄하지만 윗사람을 맞이할 때는 아첨을 하고 허리를 굽실거리기에 정신이 없다. 천성이 교묘하고 영리하기 때문에 중후함이 결여되었고, 움직이기만 하면 이익을 쫓는 버릇이 있다며 부정적으로 평하였다. 그밖에도 조선총독부는 그의 인물됨을 평가하기를, 경박한 미국의 공기에 접한 그는 협소한 인물에 더하여 일종의 뻔뻔스러움이 숨어 있으며 툭하면 건방진 태도를 보인다. 지식이 저급하고 천하의 형세에 어둡다고 하였다. 다만 됨됨이는 도량이 아주 협소하지만 축재(蓄財) 문제에는 깨끗하여, 억지로 재산을 모으는 일에 급급한 것 같지는 않다는 평을 내리기도 했다.

## 같이 보기
| - 갑신정변 - 명성황후 암살 미수 사건 - 을미사변 - 아관파천 - 박영효 - 이규완 - 서재필 - 박정양 - 박중양 - 박영교 - 신복모 - 임은명 - 유길준 - 유혁로 - 정행징 - 윤계완 - 윤경순 | - 광주농림학교 - 자제단 - 김옥균 - 김윤식 - 변수 - 서광범 - 서재창 - 신중모 - 안경수 - 안국선 - 윤웅렬 - 윤치호 - 정병하 - 정란교 - 홍영식 |

## 참고자료
- 친일반민족행위진상규명위원회 (2007년 12월). 〈신응희〉 (PDF). 《2007년도 조사보고서 II - 친일반민족행위결정이유서》. 서울. 683~698쪽쪽. 발간등록번호 11-1560010-0000002-10. [깨진 링크(과거 내용 찾기)]
- 반민족문제연구소 (1993년 2월 1일). 〈신응희 : 3.1운동의 무력진압 건의한 황해도 지사 (장세윤)〉. 《친일파 99인 1》. 서울: 돌베개. ISBN 9788971990117.
- 임종국 (1991년 2월 1일). 〈친일거두로 변신한 갑신정변의 주역들〉. 《실록 친일파》. 반민족문제연구소 엮음. 서울: 돌베개. ISBN 8971990368.

## 관련 서적
- 반민족문제연구소, 《친일파 99인 1》 (돌베개, 1993)
- 이태룡, 《한국근대사와 의병투쟁 3》 (중명, 2007)